# Lonah Chemtai Salpeter
Lonah Korlima Chemtai Salpeter (Kitale, 12 dicembre 1988) è una mezzofondista e maratoneta keniota naturalizzata israeliana di origini kalenjin.

## Record nazionali
Seniores
- 3000 metri piani: 8'42"88 ( Birmingham, 18 agosto 2018)
- 10000 metri piani: 30'46"27 ( Monaco di Baviera, 15 agosto 2022)
- Mezza maratona: 1h06'09" ( Praga, 6 aprile 2019)
- Maratona: 2h17'45" ( Tokyo, 1º marzo 2020)

## Palmarès
| Anno                         | Manifestazione             | Sede                | Evento         | Risultato | Prestazione | Note                                     |
| ---------------------------- | -------------------------- | ------------------- | -------------- | --------- | ----------- | ---------------------------------------- |
| In rappresentanza di Israele |                            |                     |                |           |             |                                          |
| 2016                         | Europei                    | Amsterdam           | Mezza maratona | 40ª       | 1h15'22"    |                                          |
| 2016                         | Giochi olimpici            | Rio de Janeiro      | Maratona       | dnf       | dnf         |                                          |
| 2017                         | Mondiali                   | Londra              | Maratona       | 41ª       | 2h40'22"    | Miglior prestazione personale stagionale |
| 2018                         | Mondiali di mezza maratona | Valencia            | Mezza maratona | 12ª       | 1h08'58"    |                                          |
| 2018                         | Europei                    | Berlino             | 5000 m piani   | dq        | dq          |                                          |
| 2018                         | Europei                    | Berlino             | 10000 m piani  | Oro       | 31'43"29    |                                          |
| 2019                         | Mondiali                   | Doha                | Maratona       | dnf       | dnf         |                                          |
| 2021                         | Giochi olimpici            | Tokyo               | Maratona       | 66ª       | 2h48'31"    |                                          |
| 2022                         | Mondiali                   | Eugene              | Maratona       | Bronzo    | 2h20'18"    |                                          |
| 2022                         | Europei                    | Monaco              | 10000 m piani  | Bronzo    | 30'46"37    | Record nazionale                         |
| 2023                         | Mondiali                   | Budapest            | Maratona       | 4ª        | 2h25'38"    | Miglior prestazione personale stagionale |
| 2024                         | Europei                    | Roma                | Mezza maratona | 10ª       | 1h10'28"    | Miglior prestazione personale stagionale |
| 2024                         | Giochi olimpici            | Parigi              | Maratona       | 9ª        | 2h26'08"    |                                          |
| 2025                         | Europei su strada          | Bruxelles e Lovanio | Maratona       | Bronzo    | 2h28'01"    |                                          |
| 2025                         | Europei su strada          | Bruxelles e Lovanio | A squadre      | Argento   | 7h40'18"    |                                          |

## Campionati nazionali
2011
- Oro ai campionati israeliani, 1500 m piani - 4'36"59

2013
- Argento ai campionati israeliani, 800 m piani - 2'10"20
- Oro ai campionati israeliani, 1500 m piani - 4'30"54

2015
- Argento ai campionati israeliani, 1500 m piani - 4'28"73

2018
- Oro ai campionati israeliani, 1500 m piani - 4'11"69

2019
- Oro ai campionati israeliani di mezza maratona - 1h10'05"

2020
- Oro ai campionati israeliani, 800 m piani - 2'06"63
- Oro ai campionati israeliani, 1500 m piani - 4'17"96
- Oro ai campionati israeliani di mezza maratona - 1h13'38"

2022
- Oro ai campionati israeliani, 10000 m piani - 31'49"75

## Altre competizioni internazionali
2016
- 11ª alla Maratona di Berlino ( Berlino) - 2h40'16"

2017
- 5ª agli Europei a squadre (Second League) ( Tel Aviv), 3000 m piani - 9'26"44
- Argento agli Europei a squadre (Second League) ( Tel Aviv), 5000 m piani - 16'19"90

2018
- Oro in Coppa Europa dei 10000 metri ( Londra) - 31'33"03
- Oro alla Maratona di Firenze ( Firenze) - 2h24'17"
- Argento alla Mezza maratona di Lisbona ( Lisbona) - 1h07'55"

2019
- Oro alla Maratona di Praga ( Praga) - 2h19'46"
- 4ª alla Maratona di Francoforte ( Francoforte sul Meno) - 2h23'11"
- Oro alla Roma-Ostia ( Roma) - 1h06'40"

2020
- Oro alla Maratona di Tokyo ( Tokyo) - 2h17'15"

2021
- 5ª alla Maratona di Londra ( Londra) - 2h18'54"
- Bronzo alla San Silvestre Vallecana ( Madrid) - 31'14"

2022
- Argento alla Maratona di New York ( New York) - 2h23'30"
- 4ª alla Mezza maratona di Lisbona ( Lisbona) - 1h08'33"

2023
- Bronzo alla Maratona di Boston ( Boston) - 2h21'57"
- Argento alla Roma-Ostia ( Roma) - 1h06'56"
- Argento alla Zevenheuvelenloop ( Nimega), 15 km - 47'55"
- 4ª alla San Silvestre Vallecana ( Madrid) - 31'09"